# 5298 Paraskevopoulos
5298 Paraskevopoulos eller 1966 PK är en asteroid i huvudbältet, som upptäcktes 7 augusti 1966 av Boyden-observatoriet. Den är uppkallad efter astronomen, John S. Paraskevopoulos.
Asteroiden har en diameter på ungefär 9 kilometer.